# Antigon I. Monoftalmos
Antigon I. Monoftalmos, znan i kao Antigon Jednooki (382. pr. Kr. - Ips, 301. pr. Kr.), makedonski general Aleksandra Velikog, jedan od dijadoha i osnivač dinastije Antigonidi koja je vladala Makedonijom 277. pr. Kr. - 168. pr. Kr. Antigon je u ratovima dijadosa zamalo uspio obnoviti veliko Aleksandrovo carstvo ali je poražen u odlučnoj bitci kod Ipsa gdje je i poginuo.

## Uspon i pad
333. pr. Kr. Antigon je od Aleksandra imenovan satrapom Frigije. 323. pr. Kr. Perdika, regent, dodijelio mu je i pokrajine Licija i Pamfilija. Nakon Aleksandrove smrti, nastojao je održati jedinstvo Aleksandrova carstva. Ipak, pristupio je koaliciji u ratu protiv Perdike koju su činili Antipater, Krater, Ptolemej i Lizimah. 321. pr. Kr. Perdika i Krater su poginuli, a Antipater, kao regent cijelog imperija imenovao je Antigona vojnim zapovjednikom. U Aziji je ustrojio svoju državu koja se prostirala od Helesponta do Eufrata. 
Nakon Antipaterove smrti 319. pr. Kr. Antigon se udružuje s Kasandrom, Ptolemejem i Lizimahom protiv Eumena i novog regenta Poliperhona. Godine 317. pr. Kr. velika bitka kod Paretakene između Antigona i Eumena završila je neodlučno. Godine 316. pr. Kr. Antigon je pobijedio Eumena u bitci kod Gabiene i smaknuo. Time je zauzeo velik dio Azije i postao najmoćniji general pa se protiv njega udružuju : Ptolemej, Lizimah, Kasandar i Seleuk.U tom ratu se istakao i Antigonov sin Demetrije I. Poliorket.Demetrije je poražen od Ptolemeja u bitci kod Gaze, 312. pr. Kr., čime su izgubljeni veliki dijelovi Sirije i Babilon. Godine 311. pr. Kr. dogovoren je mir, ali je rat nastavljen već 310. pr. Kr.
Godine 306. pr. Kr. Demetrije je pobijedio Egipćane u velikoj pomorskoj bitci kod Salamine, kod Cipra. Zatim je zauzeo Cipar. Iste je godine Antigon proglasio sebe i Demetrija kraljevima i nasljednicima Aleksandrovog carstva. Antigon je tada s vojskom,navodno 88,000 ljudi,i velikom mornaricom napravio invaziju na Egipat ali je veliko nevrijeme uništilo flotu a mnogi vojnici su prešli na Ptolemejevu stranu. Demetrije je 305. pr. Kr. započeo opsadu otoka Rodosa jer ga stanovnici nisu htjeli pomoći u ratu s Ptolemejem. Opsada Rodosa je završila sporazumom 304. pr. Kr. Kasandar, koji je zavladao Makedonijom, Seleuk, Lizimah i Ptolemej udružili su snage protiv Antigona. Lizimah i Seleuk porazili su u odlučnoj bitci kod Ipsa, 301. pr. Kr. Antigona i Demetrija. Iako je Antigon imao malenu brojčanu prednost u ljudstvu Seleuk je iz Indije doveo 500 ratnih slonova koji su prevagnuli na stranu Lizimaha i Seleuka. Antigon je poginio, dok je Demetrije bio prisiljen na bijeg. 
Antigonovo carstvo su međusobno podijelili Lizimah, Seleuk i Ptolemej.

## Vanjske poveznice
- Genealoško stablo Antigona.
- Antigon I. Monoftalmospovijesni izvori autora: Mahlona H. Smitha.